# Félix Torres Caicedo
Félix Eduardo Torres Caicedo (San Lorenzo, Esmeraldas, 11 de enero de 1997) es un futbolista ecuatoriano. Juega de defensa y su equipo actual es el Corinthians de la Serie A de Brasil. Es internacional con la selección de Ecuador.

## Trayectoria

### Alianza del Pailón
Sus inicios fue en el Club Alianza del Pailón en la segunda categoría del Fútbol de Esmeraldas en el año 2013, se inició como volante de corte donde actuó en seis partidos anotando un gol, en el 2014 se lo empieza a probar como defensa central, estuvo en dicho club hasta el 2015.

### Liga de Portoviejo
En el 2016 ficha por Liga de Portoviejo, convirtiéndose en titular de la «Capira», actuó en 25 partidos, club donde también se desempeñó como marcador por la banda derecha.

### Barcelona
En el 2017 sus derechos deportivos y económicos son adquiridos por el Galácticos Fútbol Club de la ciudad de Manta y es cedido a préstamo por un año con opción a compra a Barcelona Sporting Club.

### Santos Laguna
Su buen desempeño en el Barcelona Sporting Club le llevó al fútbol mexicano pedido por el profe Guillermo Almada mismo que lo hizo debutar en la primera división de Ecuador; Así el Club Santos Laguna se convertiría en su primer club a nivel extranjero.
Llegó al Santos Laguna para reforzar la zaga de dicho club para el Apertura 2019. Su debut se produjo el 11 de agosto de 2019 ingresando al cambio en el segundo tiempo del partido disputado contra el Puebla, el mismo que terminó 4-1 a favor de su club.

### Corinthians
El 14 de enero de 2024 fue presentado por el Sport Club Corinthians Paulista de la Primera División de Brasil con un contrato hasta diciembre de 2027.

## Selección nacional

### Categorías inferiores
Fue seleccionado sub-20, actuó en ocho partidos, y logró clasificar al Mundial de Corea en dicha categoría.

#### Participaciones en Sudamericanos
| Campeonato                  | Sede    | Resultado  | Partidos | Goles |
| --------------------------- | ------- | ---------- | -------- | ----- |
| Sudamericano Sub-20 de 2017 | Ecuador | Subcampeón | 5        | 0     |

#### Participaciones en Copas del Mundo
| Campeonato                  | Sede          | Resultado      | Partidos | Goles |
| --------------------------- | ------------- | -------------- | -------- | ----- |
| Copa Mundial Sub-20 de 2017 | Corea del Sur | Fase de grupos | 3        | 0     |

### Selección absoluta

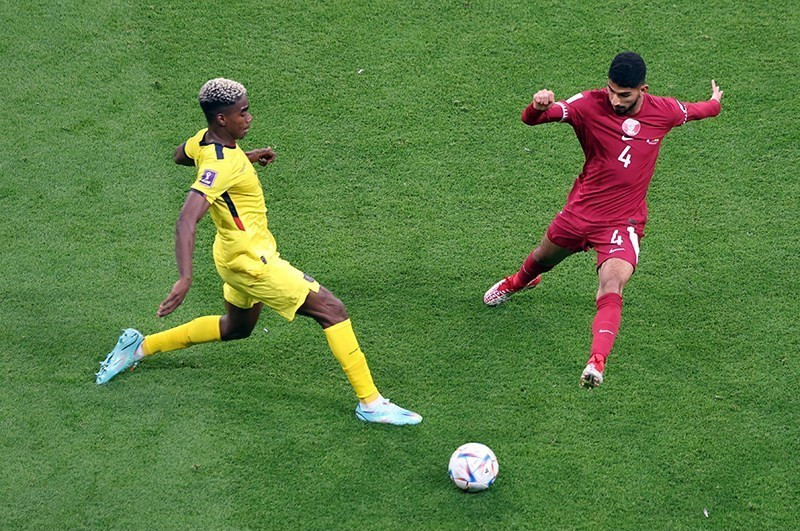
Torres durante la Copa Mundial de Catar 2022.

En febrero de 2017 recibió su primer llamado con la selección de fútbol de Ecuador, para disputar un partido amistoso contra Honduras.
El 20 de agosto de 2019 fue llamado nuevamente.
El 2 de septiembre de 2021 debutó con la selección de fútbol de Ecuador frente a la Paraguay en partido oficial por las Eliminatorias Sudamericanas Catar 2022, partido en el que Ecuador ganó a Paraguay por 2 goles a 0 y en el que anotó el primer gol.El 14 de noviembre de 2022 fue incluido en la lista final para la Copa Mundial Catar 2022.
El 29 de mayo de 2024, fue incluido en la lista de 26 futbolistas convocados por Félix Sánchez Bas para su participación en la Copa América 2024.

#### Participaciones en Copas del Mundo
| Mundial           | Sede  | Resultado      | Partidos | Goles |
| ----------------- | ----- | -------------- | -------- | ----- |
| Copa Mundial 2022 | Catar | Fase de grupos | 3        | 0     |

#### Participaciones en eliminatorias
| Eliminatorias      | Sede            | Resultado   | Partidos | Goles |
| ------------------ | --------------- | ----------- | -------- | ----- |
| Eliminatorias 2022 | América del Sur | Clasificado | 11       | 2     |
| Eliminatorias 2026 | América del Sur | Clasificado | 14       | 2     |

#### Participaciones en Copa América
| Copa              | Sede           | Resultado        | Partidos | Goles |
| ----------------- | -------------- | ---------------- | -------- | ----- |
| Copa América 2021 | Brasil         | Cuartos de final | 0        | 0     |
| Copa América 2024 | Estados Unidos | Cuartos de final | 4        | 0     |

### Partidos internacionales
Actualizado al último partido disputado el 10 de junio de 2025.
| \| N.° \| Fecha \| Ciudad \| Rival \| Resultado \| Resultado \| Competencia \| \| --- \| ------------------------ \| --------------- \| ----------------- \| ------------ \| --------- \| ----------------------------------- \| \| 1. \| 10 de septiembre de 2019 \| Cuenca \| Bolivia \| 3-0 \| Victoria \| Amistoso \| \| 2. \| 14 de noviembre de 2019 \| Portoviejo \| Trinidad y Tobago \| 3-0 \| Victoria \| Amistoso \| \| 3. \| 19 de noviembre de 2019 \| Harrison \| Colombia \| 0-1 \| Derrota \| Amistoso \| \| 4. \| 29 de marzo de 2021 \| Quito \| Bolivia \| 2-1 \| Victoria \| Amistoso \| \| 5. \| 2 de septiembre de 2021 \| Quito \| Paraguay \| 2-0 \| Victoria \| Eliminatorias al Mundial Catar 2022 \| \| 6. \| 5 de septiembre de 2021 \| Quito \| Chile \| 0-0 \| Empate \| Eliminatorias al Mundial Catar 2022 \| \| 7. \| 9 de septiembre de 2021 \| Montevideo \| Uruguay \| 0-1 \| Derrota \| Eliminatorias al Mundial Catar 2022 \| \| 8. \| 7 de octubre de 2021 \| Guayaquil \| Bolivia \| 3-0 \| Victoria \| Eliminatorias al Mundial Catar 2022 \| \| 9. \| 10 de octubre de 2021 \| Caracas \| Venezuela \| 1-2 \| Derrota \| Eliminatorias al Mundial Catar 2022 \| \| 10. \| 14 de octubre de 2021 \| Barranquilla \| Colombia \| 0-0 \| Empate \| Eliminatorias al Mundial Catar 2022 \| \| 11. \| 11 de noviembre de 2021 \| Quito \| Venezuela \| 1-0 \| Victoria \| Eliminatorias al Mundial Catar 2022 \| \| 12. \| 16 de noviembre de 2021 \| Santiago \| Chile \| 2-0 \| Victoria \| Eliminatorias al Mundial Catar 2022 \| \| 13. \| 27 de enero de 2022 \| Quito \| Brasil \| 1-1 \| Empate \| Eliminatorias al Mundial Catar 2022 \| \| 14. \| 1 de febrero de 2022 \| Lima \| Perú \| 1-1 \| Empate \| Eliminatorias al Mundial Catar 2022 \| \| 15. \| 24 de marzo de 2022 \| Ciudad del Este \| Paraguay \| 1-3 \| Derrota \| Eliminatorias al Mundial Catar 2022 \| \| 16. \| 2 de junio de 2022 \| Harrison \| Nigeria \| 1-0 \| Victoria \| Amistoso \| \| 17. \| 12 de noviembre de 2022 \| Madrid \| Irak \| 0-0 \| Empate \| Amistoso \| \| 18. \| 20 de noviembre de 2022 \| Jor \| Catar \| 2-0 \| Victoria \| Mundial Catar 2022 \| \| 19. \| 25 de noviembre de 2022 \| Rayán \| Países Bajos \| 1-1 \| Empate \| Mundial Catar 2022 \| \| 20. \| 29 de noviembre de 2022 \| Rayán \| Senegal \| 1-2 \| Derrota \| Mundial Catar 2022 \| \| 21. \| 24 de marzo de 2023 \| Sídney \| Australia \| 1-3 \| Derrota \| Amistoso \| \| 22. \| 28 de marzo de 2023 \| Melbourne \| Australia \| 2-1 \| Victoria \| Amistoso \| \| 23. \| 17 de junio de 2023 \| Harrison \| Bolivia \| 1-0 \| Victoria \| Amistoso \| \| 24. \| 20 de junio de 2023 \| Chester \| Costa Rica \| 3-1 \| Victoria \| Amistoso \| \| 25. \| 7 de septiembre de 2023 \| Buenos Aires \| Argentina \| 0-1 \| Derrota \| Eliminatorias al Mundial 2026 \| \| 26. \| 12 de septiembre de 2023 \| Quito \| Uruguay \| 2-1 \| Victoria \| Eliminatorias al Mundial 2026 \| \| 27. \| 12 de octubre de 2023 \| La Paz \| Bolivia \| 2-1 \| Victoria \| Eliminatorias al Mundial 2026 \| \| 28. \| 17 de octubre de 2023 \| Quito \| Colombia \| 0-0 \| Empate \| Eliminatorias al Mundial 2026 \| \| 29. \| 16 de noviembre de 2023 \| Maturín \| Venezuela \| 0-0 \| Empate \| Eliminatorias al Mundial 2026 \| \| 30. \| 21 de noviembre de 2023 \| Quito \| Chile \| 1-0 \| Victoria \| Eliminatorias al Mundial 2026 \| \| 31. \| 24 de marzo de 2024 \| Harrison \| Italia \| 0-2 \| Derrota \| Amistoso \| \| 32. \| 9 de junio de 2024 \| Chicago \| Argentina \| 0-1 \| Derrota \| Amistoso \| \| 33. \| 16 de junio de 2024 \| East Hartford \| Honduras \| 2-1 \| Victoria \| Amistoso \| \| 34. \| 22 de junio de 2024 \| Santa Clara \| Venezuela \| 1-2 \| Derrota \| Copa América 2024 \| \| 35. \| 26 de junio de 2024 \| Paradise \| Jamaica \| 3-1 \| Victoria \| Copa América 2024 \| \| 36. \| 30 de junio de 2024 \| Glendale \| México \| 0-0 \| Empate \| Copa América 2024 \| \| 37. \| 4 de julio de 2024 \| Houston \| Argentina \| 1-1 (2-4 p.) \| Empate \| Copa América 2024 \| \| 38. \| 6 de septiembre de 2024 \| Curitiba \| Brasil \| 0-1 \| Derrota \| Eliminatorias al Mundial 2026 \| \| 39. \| 10 de septiembre de 2024 \| Quito \| Perú \| 1-0 \| Victoria \| Eliminatorias al Mundial 2026 \| \| 40. \| 10 de octubre de 2024 \| Quito \| Paraguay \| 0-0 \| Empate \| Eliminatorias al Mundial 2026 \| \| 41. \| 15 de octubre de 2024 \| Montevideo \| Uruguay \| 0-0 \| Empate \| Eliminatorias al Mundial 2026 \| \| 42. \| 19 de noviembre de 2024 \| Barranquilla \| Colombia \| 1-0 \| Victoria \| Eliminatorias al Mundial 2026 \| \| 43. \| 21 de marzo de 2025 \| Quito \| Venezuela \| 2-1 \| Victoria \| Eliminatorias al Mundial 2026 \| \| 44. \| 25 de marzo de 2025 \| Santiago \| Chile \| 0-0 \| Empate \| Eliminatorias al Mundial 2026 \| \| 45. \| 10 de junio de 2025 \| Lima \| Perú \| 0-0 \| Empate \| Eliminatorias al Mundial 2026 \| |                          |                 |                   |              |           |                                     |
| N.° | Fecha                    | Ciudad          | Rival             | Resultado    | Resultado | Competencia                         |
| 1. | 10 de septiembre de 2019 | Cuenca          | Bolivia           | 3-0          | Victoria  | Amistoso                            |
| 2. | 14 de noviembre de 2019  | Portoviejo      | Trinidad y Tobago | 3-0          | Victoria  | Amistoso                            |
| 3. | 19 de noviembre de 2019  | Harrison        | Colombia          | 0-1          | Derrota   | Amistoso                            |
| 4. | 29 de marzo de 2021      | Quito           | Bolivia           | 2-1          | Victoria  | Amistoso                            |
| 5. | 2 de septiembre de 2021  | Quito           | Paraguay          | 2-0          | Victoria  | Eliminatorias al Mundial Catar 2022 |
| 6. | 5 de septiembre de 2021  | Quito           | Chile             | 0-0          | Empate    | Eliminatorias al Mundial Catar 2022 |
| 7. | 9 de septiembre de 2021  | Montevideo      | Uruguay           | 0-1          | Derrota   | Eliminatorias al Mundial Catar 2022 |
| 8. | 7 de octubre de 2021     | Guayaquil       | Bolivia           | 3-0          | Victoria  | Eliminatorias al Mundial Catar 2022 |
| 9. | 10 de octubre de 2021    | Caracas         | Venezuela         | 1-2          | Derrota   | Eliminatorias al Mundial Catar 2022 |
| 10. | 14 de octubre de 2021    | Barranquilla    | Colombia          | 0-0          | Empate    | Eliminatorias al Mundial Catar 2022 |
| 11. | 11 de noviembre de 2021  | Quito           | Venezuela         | 1-0          | Victoria  | Eliminatorias al Mundial Catar 2022 |
| 12. | 16 de noviembre de 2021  | Santiago        | Chile             | 2-0          | Victoria  | Eliminatorias al Mundial Catar 2022 |
| 13. | 27 de enero de 2022      | Quito           | Brasil            | 1-1          | Empate    | Eliminatorias al Mundial Catar 2022 |
| 14. | 1 de febrero de 2022     | Lima            | Perú              | 1-1          | Empate    | Eliminatorias al Mundial Catar 2022 |
| 15. | 24 de marzo de 2022      | Ciudad del Este | Paraguay          | 1-3          | Derrota   | Eliminatorias al Mundial Catar 2022 |
| 16. | 2 de junio de 2022       | Harrison        | Nigeria           | 1-0          | Victoria  | Amistoso                            |
| 17. | 12 de noviembre de 2022  | Madrid          | Irak              | 0-0          | Empate    | Amistoso                            |
| 18. | 20 de noviembre de 2022  | Jor             | Catar             | 2-0          | Victoria  | Mundial Catar 2022                  |
| 19. | 25 de noviembre de 2022  | Rayán           | Países Bajos      | 1-1          | Empate    | Mundial Catar 2022                  |
| 20. | 29 de noviembre de 2022  | Rayán           | Senegal           | 1-2          | Derrota   | Mundial Catar 2022                  |
| 21. | 24 de marzo de 2023      | Sídney          | Australia         | 1-3          | Derrota   | Amistoso                            |
| 22. | 28 de marzo de 2023      | Melbourne       | Australia         | 2-1          | Victoria  | Amistoso                            |
| 23. | 17 de junio de 2023      | Harrison        | Bolivia           | 1-0          | Victoria  | Amistoso                            |
| 24. | 20 de junio de 2023      | Chester         | Costa Rica        | 3-1          | Victoria  | Amistoso                            |
| 25. | 7 de septiembre de 2023  | Buenos Aires    | Argentina         | 0-1          | Derrota   | Eliminatorias al Mundial 2026       |
| 26. | 12 de septiembre de 2023 | Quito           | Uruguay           | 2-1          | Victoria  | Eliminatorias al Mundial 2026       |
| 27. | 12 de octubre de 2023    | La Paz          | Bolivia           | 2-1          | Victoria  | Eliminatorias al Mundial 2026       |
| 28. | 17 de octubre de 2023    | Quito           | Colombia          | 0-0          | Empate    | Eliminatorias al Mundial 2026       |
| 29. | 16 de noviembre de 2023  | Maturín         | Venezuela         | 0-0          | Empate    | Eliminatorias al Mundial 2026       |
| 30. | 21 de noviembre de 2023  | Quito           | Chile             | 1-0          | Victoria  | Eliminatorias al Mundial 2026       |
| 31. | 24 de marzo de 2024      | Harrison        | Italia            | 0-2          | Derrota   | Amistoso                            |
| 32. | 9 de junio de 2024       | Chicago         | Argentina         | 0-1          | Derrota   | Amistoso                            |
| 33. | 16 de junio de 2024      | East Hartford   | Honduras          | 2-1          | Victoria  | Amistoso                            |
| 34. | 22 de junio de 2024      | Santa Clara     | Venezuela         | 1-2          | Derrota   | Copa América 2024                   |
| 35. | 26 de junio de 2024      | Paradise        | Jamaica           | 3-1          | Victoria  | Copa América 2024                   |
| 36. | 30 de junio de 2024      | Glendale        | México            | 0-0          | Empate    | Copa América 2024                   |
| 37. | 4 de julio de 2024       | Houston         | Argentina         | 1-1 (2-4 p.) | Empate    | Copa América 2024                   |
| 38. | 6 de septiembre de 2024  | Curitiba        | Brasil            | 0-1          | Derrota   | Eliminatorias al Mundial 2026       |
| 39. | 10 de septiembre de 2024 | Quito           | Perú              | 1-0          | Victoria  | Eliminatorias al Mundial 2026       |
| 40. | 10 de octubre de 2024    | Quito           | Paraguay          | 0-0          | Empate    | Eliminatorias al Mundial 2026       |
| 41. | 15 de octubre de 2024    | Montevideo      | Uruguay           | 0-0          | Empate    | Eliminatorias al Mundial 2026       |
| 42. | 19 de noviembre de 2024  | Barranquilla    | Colombia          | 1-0          | Victoria  | Eliminatorias al Mundial 2026       |
| 43. | 21 de marzo de 2025      | Quito           | Venezuela         | 2-1          | Victoria  | Eliminatorias al Mundial 2026       |
| 44. | 25 de marzo de 2025      | Santiago        | Chile             | 0-0          | Empate    | Eliminatorias al Mundial 2026       |
| 45. | 10 de junio de 2025      | Lima            | Perú              | 0-0          | Empate    | Eliminatorias al Mundial 2026       |

### Goles internacionales
| \| N.° \| Fecha \| Lugar \| Rival \| Gol \| Resultado \| Resultado \| Competición \| \| --- \| ------------------------ \| ------------------------------------------- \| --------- \| --- \| --------- \| --------- \| -------------------------- \| \| 1. \| 2 de septiembre de 2021 \| Estadio Rodrigo Paz Delgado, Quito, Ecuador \| Paraguay \| 1–0 \| 2–0 \| Victoria \| Eliminatorias Mundial 2022 \| \| 2. \| 27 de enero de 2022 \| Estadio Rodrigo Paz Delgado, Quito, Ecuador \| Brasil \| 1–1 \| 1–1 \| Empate \| Eliminatorias Mundial 2022 \| \| 3. \| 24 de marzo de 2023 \| Western Sydney Stadium, Sídney, Australia \| Australia \| 1–1 \| 1–3 \| Derrota \| Amistoso \| \| 4. \| 12 de septiembre de 2023 \| Estadio Rodrigo Paz Delgado, Quito, Ecuador \| Uruguay \| 1–1 \| 2–1 \| Victoria \| Eliminatorias Mundial 2026 \| \| 5. \| 12 de septiembre de 2023 \| Estadio Rodrigo Paz Delgado, Quito, Ecuador \| Uruguay \| 2–1 \| 2–1 \| Victoria \| Eliminatorias Mundial 2026 \| |                          |                                             |           |     |           |           |                            |
| N.° | Fecha                    | Lugar                                       | Rival     | Gol | Resultado | Resultado | Competición                |
| 1. | 2 de septiembre de 2021  | Estadio Rodrigo Paz Delgado, Quito, Ecuador | Paraguay  | 1–0 | 2–0       | Victoria  | Eliminatorias Mundial 2022 |
| 2. | 27 de enero de 2022      | Estadio Rodrigo Paz Delgado, Quito, Ecuador | Brasil    | 1–1 | 1–1       | Empate    | Eliminatorias Mundial 2022 |
| 3. | 24 de marzo de 2023      | Western Sydney Stadium, Sídney, Australia   | Australia | 1–1 | 1–3       | Derrota   | Amistoso                   |
| 4. | 12 de septiembre de 2023 | Estadio Rodrigo Paz Delgado, Quito, Ecuador | Uruguay   | 1–1 | 2–1       | Victoria  | Eliminatorias Mundial 2026 |
| 5. | 12 de septiembre de 2023 | Estadio Rodrigo Paz Delgado, Quito, Ecuador | Uruguay   | 2–1 | 2–1       | Victoria  | Eliminatorias Mundial 2026 |

## Estadísticas

### Clubes
Actualizado al último partido disputado el 3 de agosto de 2025.
| Club                         | Div.          | Temporada     | Liga  | Liga  | Copas nacionales | Copas nacionales | Copas internacionales | Copas internacionales | Otros | Otros | Total | Total |
| Club                         | Div.          | Temporada     | Part. | Goles | Part.            | Goles            | Part.                 | Goles                 | Part. | Goles | Part. | Goles |
| ---------------------------- | ------------- | ------------- | ----- | ----- | ---------------- | ---------------- | --------------------- | --------------------- | ----- | ----- | ----- | ----- |
| Alianza del Pailón · Ecuador | 3.ª           | 2013          | 6     | 1     | Inexistentes     | Inexistentes     | Inexistentes          | Inexistentes          | —     | —     | 6     | 1     |
| Alianza del Pailón · Ecuador | 3.ª           | 2015          | 24    | 0     | Inexistentes     | Inexistentes     | Inexistentes          | Inexistentes          | —     | —     | 24    | 0     |
| Alianza del Pailón · Ecuador | Total club    | Total club    | 30    | 1     | 0                | 0                | 0                     | 0                     | 0     | 0     | 30    | 1     |
| Liga de Portoviejo · Ecuador | 2.ª           | 2016          | 25    | 0     | Inexistentes     | Inexistentes     | Inexistentes          | Inexistentes          | —     | —     | 25    | 0     |
| Liga de Portoviejo · Ecuador | Total club    | Total club    | 25    | 0     | 0                | 0                | 0                     | 0                     | 0     | 0     | 25    | 0     |
| Barcelona S. C. · Ecuador    | 1.ª           | 2017          | 6     | 1     | Inexistentes     | Inexistentes     | 0                     | 0                     | —     | —     | 6     | 1     |
| Barcelona S. C. · Ecuador    | 1.ª           | 2018          | 27    | 1     | Inexistentes     | Inexistentes     | 0                     | 0                     | —     | —     | 27    | 1     |
| Barcelona S. C. · Ecuador    | 1.ª           | 2019          | 8     | 2     | 1                | 0                | 2                     | 0                     | —     | —     | 11    | 2     |
| Barcelona S. C. · Ecuador    | Total club    | Total club    | 41    | 4     | 1                | 0                | 2                     | 0                     | 0     | 0     | 44    | 4     |
| Santos Laguna · México       | 1.ª           | 2019-20       | 13    | 0     | 7                | 1                | 0                     | 0                     | —     | —     | 20    | 1     |
| Santos Laguna · México       | 1.ª           | 2020-21       | 27    | 1     | —                | —                | 2                     | 0                     | —     | —     | 29    | 1     |
| Santos Laguna · México       | 1.ª           | 2021-22       | 34    | 3     | —                | —                | 1                     | 0                     | —     | —     | 35    | 3     |
| Santos Laguna · México       | 1.ª           | 2022-23       | 34    | 3     | —                | —                | 0                     | 0                     | —     | —     | 34    | 3     |
| Santos Laguna · México       | 1.ª           | 2023-24       | 18    | 5     | —                | —                | 2                     | 0                     | —     | —     | 20    | 5     |
| Santos Laguna · México       | Total club    | Total club    | 126   | 12    | 7                | 1                | 5                     | 0                     | 0     | 0     | 138   | 13    |
| Corinthians · Brasil         | 1.ª           | 2024          | 22    | 0     | 9                | 0                | 10                    | 0                     | 11    | 0     | 52    | 0     |
| Corinthians · Brasil         | 1.ª           | 2025          | 8     | 0     | 1                | 0                | 6                     | 1                     | 10    | 0     | 25    | 1     |
| Corinthians · Brasil         | Total club    | Total club    | 30    | 0     | 10               | 0                | 16                    | 1                     | 21    | 0     | 77    | 1     |
| Total carrera                | Total carrera | Total carrera | 252   | 17    | 18               | 1                | 23                    | 1                     | 21    | 0     | 314   | 19    |
| 1. 2. 3.                     |               |               |       |       |                  |                  |                       |                       |       |       |       |       |

## Palmarés

### Campeonatos regionales
| Título              | Club        | País   | Año  |
| ------------------- | ----------- | ------ | ---- |
| Campeonato Paulista | Corinthians | Brasil | 2025 |

### Distinciones individuales
| Distinción                                                      | Año  |
| --------------------------------------------------------------- | ---- |
| Equipo ideal de la eliminatoria sudamericana rumbo a Catar 2022 | 2022 |